# Gracyenne Alves
Gracyenne Helena Leite Alves (ur. 6 lutego 1994) – brazylijska zapaśniczka. Brązowa medalistka igrzysk Ameryki Południowej w 2022 i mistrzostw Ameryki Południowej w 2013 roku.